# Деркач еквадорський
Дерка́ч еквадорський (Rufirallus castaneiceps) — вид журавлеподібних птахів родини пастушкових (Rallidae). Мешкає на заході Амазонії.

## Опис
Довжина птаха становить 19-22 см. Забарвлення переважно сірувато-оливково-коричневе, голова, шия, горло і верхня частина грудей яскраво-каштанові. Райдужки жовті, червоні або карі, дзьоб зеленуватий з чорним кінчиком, лапи темно-коричневі, оливкові або сірі, у представників підвиду R. c. coccineipes червоні. Дзьоб відносно короткий, тонкий, хвіст дуже короткий.

## Підвиди
Виділяють два підвиди:
- R. c. coccineipes (Olson, 1973) — південна Колумбія, північно-східний Еквадор;
- R. c. castaneiceps (Sclater, PL & Salvin, 1869) — схід Еквадору і Перу, північний схід Болівії, північний захід Бразилії.

## Поширення і екологія
Еквадорські деркачі мешкають в Колумбії, Еквадорі, Перу, Болівії і Бразилії. Вони живуть на вологих луках, зокрема на заплавних і в саванах. Зустрічаються на висоті до 1300 м над рівнем моря. Вони живуть у вологих тропічних лісах і в бамбукових заростях. Зустрічаються на висоті від 200 до 1500 м над рівнем моря. Живляться комахами та іншими безхребетними, яких ловлять в густому підліску.